# Gimnazjum w Braniewie (1565–1945)
Gimnazjum w Braniewie (1565–1945) – szkoła średnia w Braniewie utworzona na bazie kolegium jezuickiego po kasacie zakonu, istniejąca do 1945 roku.

## Historia

### W strukturach kolegium 1565–1780

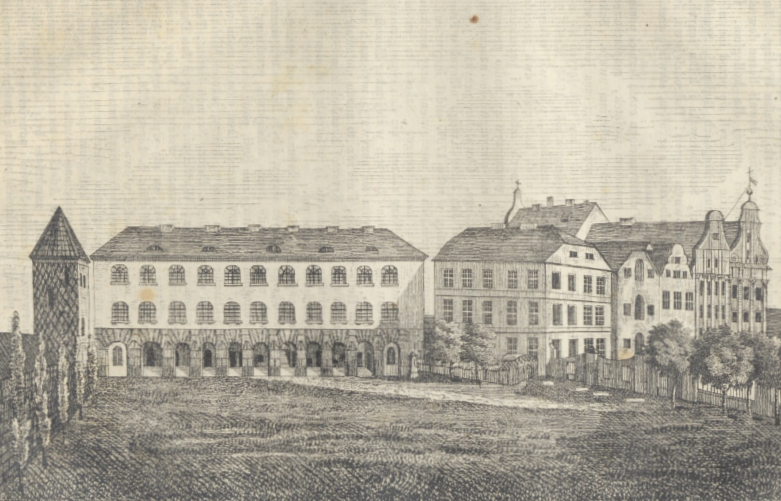
Gimnazjum, rycina w: Przyjaciel Ludu, 1841

W styczniu 1565 roku biskup Hozjusz sprowadził do Braniewa jezuitów, którym powierzył utworzenie i prowadzenie seminarium duchownego oraz gimnazjum. Kompleks szkolny został otwarty w klasztorze pofranciszkańskim dzięki funduszom diecezji warmińskiej. Kolegium mieściło się w części zachodniej, konwikt w części północnej, w części wschodniej mieściła się szkoła. Gimnazjum stanowiło najważniejszą część kolegium i naukę pierwszej grupy młodzieży rozpoczęto w nim już w styczniu 1565, zanim jeszcze został wystawiony pierwszy dokument erekcyjny szkoły. Choć warunki lokalowe były trudne, sale niewielkie, a poziom początkowo nierówny i raczej mierny, to szkoła była bardzo oczekiwaną placówką. Mniej zamożna szlachta, której nie stać było na posyłanie synów na studia zagraniczne, chętnie korzystała z tej możliwości. 
Program nauczania i cała struktura organizacyjna przyjęte zostały z kolegium rzymskiego. Gimnazjum liczyło pięć klas. Naukę prowadzono po łacinie, ale wyróżnikiem tejże szkoły była również nauka języka niemieckiego, gdyż był to wówczas powszechnie używany język w Braniewie. Liczba uczniów w 5 klasach wahała się od ok. 200 do 300. Do szkoły przyjmowano chłopców od 12 roku życia po ukończeniu szkoły elementarnej. Przy szkole utworzono konwikt (internat) dla młodzieży szlacheckiej oraz bursę dla ubogich. 

Gimnazjum przy kolegium jezuickim tak funkcjonowało przez ponad dwa wieki, gdy w 1773 papież Klemens XIV, ulegając naciskom mocarstw katolickich, ogłosił likwidację Towarzystwa Jezusowego w całym Kościele brewe Dominus ac Redemptor noster. Dekret ten zbiegł się niemal w czasie z I rozbiorem ziem polskich, po którym Braniewo znalazło się w granicach Prus. Jednak król Prus Fryderyk II, ze względu na użyteczność i potrzebę jezuitów w szkolnictwie, początkowo nie zezwalał na ogłoszenie brewe kasacyjnego w swoim państwie. Wykonał nakaz papieski dopiero w roku 1780. Zakonnicy ulegli sekularyzacji, a państwo przejęło majątek zakonu, przeznaczając go w części na fundusz szkolny i pensje nauczycieli.

### Gimnazjum Akademickie (Gymnasium Academikum) 1781–1811
W 1780 roku wykonano breve kasacyjne zakonu jezuitów. Kasata objęła uczelnię jezuicką Colegium Hosianum, lecz gimnazjum nie zlikwidowano. Dekretem z 1 czerwca 1781 kolegium w Braniewie przekształcono w Gymnasium Academikum podlegające pod Królewski Instytut Szkolny (Institutum Litterarium Regium). Urzędnicy pruscy zagwarantowali byłym już jezuitom dalszą pracę w szkole, ale odtąd w ramach państwowego Królewskiego Instytutu Szkolnego. Przy gimnazjum zachowano nadal fakultet filozoficzno-teologiczny umożliwiający kształcenie kleryków seminarium duchownego na potrzeby diecezji. Obie instytucje, gimnazjum i seminarium, kierowane były przez osobnych rektorów.
Był to trudny okres w historii szkoły. Brak następców jezuitów w kadrze profesorskiej i dobrego zarządzania, trudności finansowe, zawirowania czasu wojen napoleońskich, w czasie których młodzież wstępowała do wojska, a w budynkach czasowo stacjonowali żołnierze, negatywnie odbijały się na jakości kształcenia, tak że najzdolniejsi uczniowie szukali nauki w innych placówkach.
W ciągu 30 lat funkcjonowania Gimnazjum Akademickiego zarządzało nim czterech dyrektorów: dwóch pierwszych było jeszcze jezuitami (Mateusz Schulz 1781–1794, Michał Rothki 1794–1796), trzeci był księdzem świeckim (Marcin Kampfsbach 1798–1809), czwartym był zakonnik z Warszawy (Anton Orgass 1809–1811).

### Królewskie Gimnazjum Katolickie (Königlich-Katholisches Gymnasium) 1811–1873
W 1811 Gimnazjum Akademickie przekształcone zostało na Królewskie Gimnazjum Katolickie, pozbawione już tym razem studium filozofii i teologii (czyli seminarium duchownego). W niedzielę 29 grudnia 1811 następuje uroczyste otwarcie nowej, zreformowanej uczelni w Braniewie (Königlich-Katholisches Gymnasium in Braunsberg). Jej pierwszym dyrektorem został Johann Schmülling. Wraz z nim kadrę pedagogiczną szkoły stanowili: dr Bernhard Farwick (prof. matematyki), Joseph Kabath (ojciec Hermanna Kabatha), Joseph Müller oraz najmłodszy z kadry Gideon Gerlach, posiadający niezwykły talent mowy.
Dzięki staraniom biskupa warmińskiego Józefa von Hohenzollerna w 1818 przy gimnazjum powołane ponownie zostaje seminarium w Braniewie pod nazwą Liceum Hosianum. Do liceum mieli wstępować absolwenci gimnazjum, którzy obrali stan duchowny. W latach 1861–1863 przy szkole wzniesiono kościół gimnazjalny pw. Niepokalanego Poczęcia Najświętszej Maryi Panny.
W latach 1811–1865 maturę w gimnazjum uzyskało 736 uczniów, w tym 542 wyznania katolickiego, 188 ewangelickiego, 6 mojżeszowego.

### Królewskie Gimnazjum (Königlich-Katholisches Gymnasium) 1873–1919
Ok. 1873 roku w czasie prowadzonej w prusach polityki kulturkampfu z nazwy szkoły usunięty został przymiotnik „katolicki”. Również kościół gimnazjalny został w lutym 1874 przejęty przy poparciu władz pruskich był przez starokatolików (w okresie kulturkampfu starokatolicyzm cieszył się licznymi przywilejami władz). Kościół zwrócono katolikom w 1876 roku.
W sprawozdaniu rocznym za rok 1874/75 występuje jeszcze nazwa Das Königliche Katholische Gymnasium zu Braunsberg, w sprawozdaniu na Wielkanoc 1886 jest już tylko Das Königliche Gymnasium zu Braunsberg.

### Gimnazjum Hozjanum (Gymnasium Hosianum) 1919–1936
Była to oficjalna nazwa szkoły w latach 1919–1936. Nazwa nawiązywała do założyciela pierwszej szkoły w Braniewie w 1565 roku biskupa Stanisława Hozjusza. Nazwa nie groziła już wówczas pomyleniem z seminarium duchownym (Liceum Hosianum), gdyż te przemianowano w 1912 w Królewską Akademię (Königliche Akademie), aby odróżnić uczelnię wyższą od coraz częscie używanej nazwy liceum w odniesieniu do szkół średnich.
W latach 1931–1934 nastąpiła znaczna przebudowa kompleksu Gimnazjum Hozjanum, obejmująca również aulę i kościół gimnazjalny. W związku z potrzebą zwiększenia powierzchni użytkowej rozrastającej się szkoły, planowano wówczas bardzo poważnie likwidację kościoła gimnazjalnego. Zamiast niego miała powstać dla uczniów szkoły jedynie kaplica na poddaszu. Mieszkańcy się jednak zdecydowanie sprzeciwili temu projektowi. Za to miasto musiało dołożyć się do rządowej inwestycji m.in. poprzez wykupy gruntów (uczelnia ta należała do państwa). W 1931 zburzono dom nauczycielski z 1822 i starą salę gimnastyczną. Na ich miejscu w ciągu 3 lat wzniesiono nowe skrzydło szkoły.

### Szkoła im. Hermanna von Salzy (Hermann-von-Salza-Schule) 1936–1945
W 1936 roku, w okresie rządów narodowego socjalizmu, szkoła otrzymała za patrona wielkiego mistrza zakonu krzyżackiego oraz twórcę potęgi zakonu krzyżackiego – Hermanna von Salzę. Szkoła nosiła odtąd nazwę Hermann-von-Salza-Schule. Nadal pozostawała szkołą średnią dla chłopców (Oberschule für Jungen). W 1938 do szkoły zostaje przyłączona Szkoła Zamkowa (Aufbauschule).
Prowadzenie nauki w gimnazjum zakończono 21 stycznia 1945, pozostałych jeszcze uczniów powołano do oddziałów obrony terytorialnej (Volkssturmu). W wyniku zniszczeń wojennych obiekt zmienił się w ruinę.

### Po 1945 roku

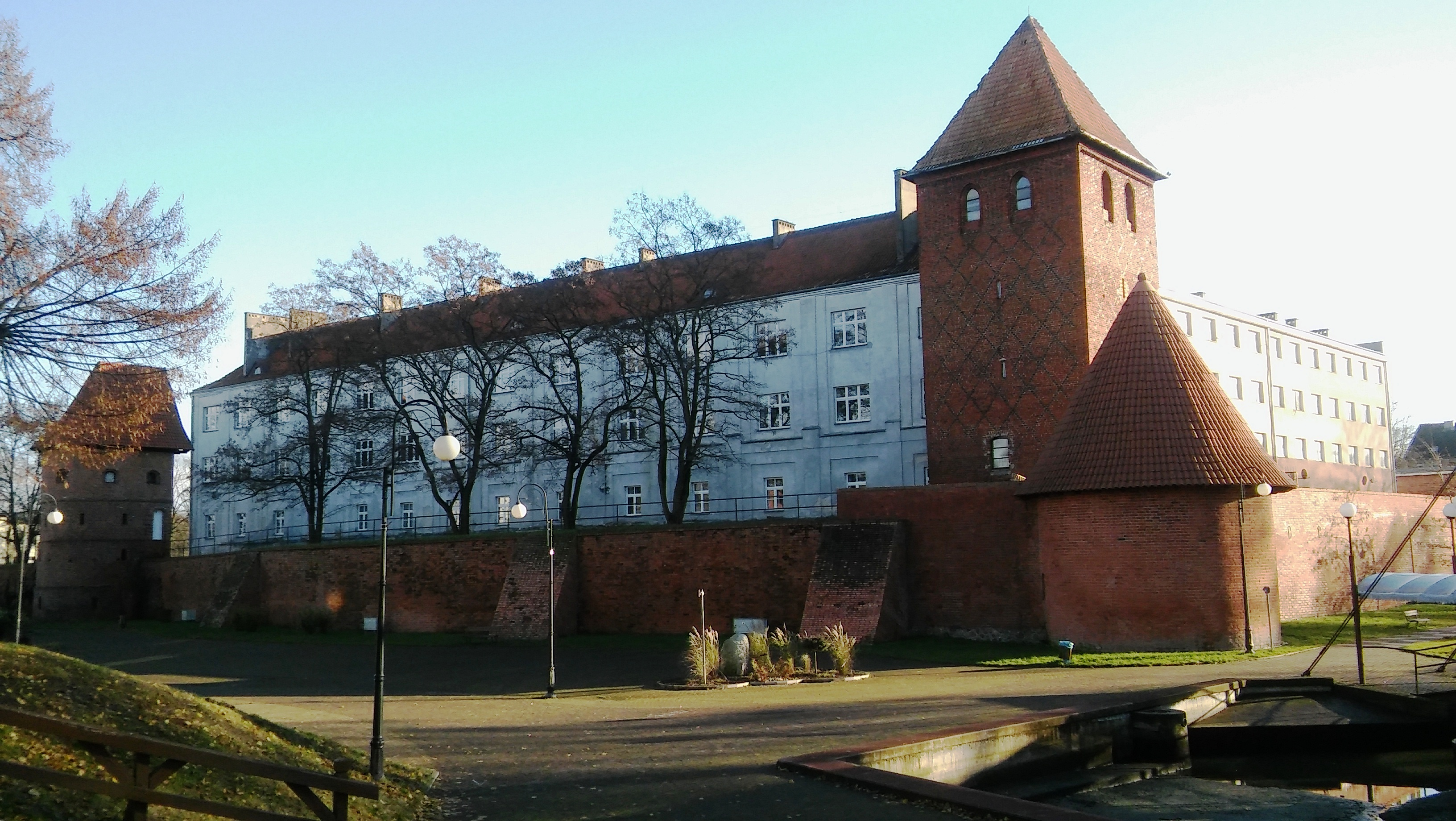
Widok szkoły od strony fosy miejskiej

Pierwsza powojena szkoła średnia w Braniewie (dziś jest to Liceum Ogólnokształcące im. Feliksa Nowowiejskiego) rozpoczęła działalność w 1947 roku, jednak, wskutek zaistniałych przemian społeczno-ustrojowych, bez tradycji i ciągłości historycznej, kulturowej i kadrowej poprzedniej uczelni. 
W budynku przedwojennego gimnazjum od 1964 roku prowadzona jest nauka w zakresie szkoły zawodowej i średniej. Współcześnie jest to Zespół Szkół Zawodowych im. Jana Liszewskiego, część obiektu po zlikwidowanej bibliotece oraz przylegająca Wieża Klesza zostały zaadaptowana przez Muzeum Ziemi Braniewskiej. 

## Dyrektorzy gimnazjum[21]
1. Johann Heinrich Schmülling (1811–1827)
2. Gideon Maria Gerlach (1827–1845)
3. Ferdinand Schultz (1848–1856)
4. Johann Joseph Braun (1856–1874)
5. Otto Meinertz (1874–1883)
6. Hermann Gruchot (1883–1897)
7. Martin Wetzel (1897–1901)
8. Friedrich Preuß (1901–1914)
9. Heinrich Schröer (1914–1918)
10. Hugo Jüttner (1918–1933), Georg Grunau, kommissarischer Schulleiter (1. 4.–1. 10. 1933)
11. Otto Müller (1933–1934), Max Doskocil, kommissarischer Schulleiter (9. 12. 1934–1. 10. 1935)
12. Bruno Rudau (1935–1945)